# Cartier Racing Awards
Les Cartier Racing Awards sont un ensemble de récompenses décernées chaque année à des pur-sang anglais ayant brillé dans les courses hippiques de plat en Europe. Créées en 1991, ces récompenses sont sponsorisés par l'entreprise Cartier. Les équivalents australiens des Cartier Racing Award sont les Australian Thoroughbred racing awards, au Canada les Sovereign Awards, au Japon les JRA Awards, et aux États-Unis les Eclipse Awards. 

## Principe
Chaque année, huit « Cartier Racing Awards » sont remis à des chevaux (un cheval pouvant obtenir plusieurs titres), selon leur catégorie (âge, distance), le titre de Cheval de l'année en Europe pouvant être attribué par-delà toute catégorie. Les lauréats sont désignés par un système combinant le rating des chevaux (à hauteur de 30 % de la note finale), le vote d'un panel de journalistes hippiques (35 %) et celui des lecteurs du Racing Post, du Daily Telegraph et des téléspectateurs de Channel 4 Racing,.
En parallèle, le Daily Telegraph Award of Merit est attribué chaque année à une personnalité du monde hippique.

## Liste des lauréats

### Daily Telegraph Award of Merit
- 2024 : Jessica Harrington
- 2023 : Jeff Smith
- 2022 : Kirsten Rausing
- 2021 : David Elsworth
- 2020 : John Gosden
- 2019 : Pat Smullen
- 2018 : David Oldrey
- 2017 : Sir Michael Stoute
- 2016 : Aidan O'Brien
- 2015 : Jack Berry
- 2014 : Cheikh Hamdan ben Rachid Al Maktoum
- 2013 : Jim Bolger
- 2012 : L'équipe de Frankel
- 2011 : Barry Hills
- 2010 : Richard Hannon
- 2009 : John Oxx
- 2008 : Cheikh Mohammed ben Rachid Al Maktoum
- 2007 : Famille Niarchos
- 2006 : Peter Willett
- 2005 : Henry Cecil
- 2004 : David & Patricia Thompson (Cheveley Park Stud)
- 2003 : Lord Oaksey
- 2002 : Prince Khalid Abdullah
- 2001 : John Magnier (Coolmore)
- 2000 : S.A. Aga Khan
- 1999 : Peter Walwyn
- 1998 : Famille Head
- 1997 : Peter O'Sullevan
- 1996 : Lanfranco Dettori
- 1995 : John Dunlop
- 1994 : Peregrine Cavendish
- 1993 : François Boutin
- 1992 : Lester Piggott
- 1991 : Henri Chalhoub

### Autres récompenses
2002
- Special Award : Tony McCoy

2000
- Millennium Award of Merit : Elizabeth II, reine d'Angleterre

## Records
Pays
1.  Royaume-Uni : 140 titres 

2.  Irlande : 67 titres 
 
3.  France : 52 titres 
 
4.  Australie : 2 titres 
 
4.  Allemagne : 2 titres 
 
6.  États-Unis : 1 titre 
 
6.  Italie : 1 titre 
Chevaux 

1. Frankel, Enable (5 titres) 

3. Ouija Board, Yeats (4 titres) 

5. Goldikova, Lochsong, Kayf Tara, Minding, Stradivarius (3 titres)
Entraîneurs

1. Aidan O'Brien (50 titres) 

2. John Gosden (26 titres) 

3. Saeed bin Suroor (16 titres)
Étalons

1. Galileo (25 titres) 

2. Sadler's Wells (16 titres) 

3. Danehill (12 titres)